# Angeli di desolazione
Angeli di desolazione (Desolation Angels) è un romanzo di Jack Kerouac, pubblicato nel 1965.

## Descrizione

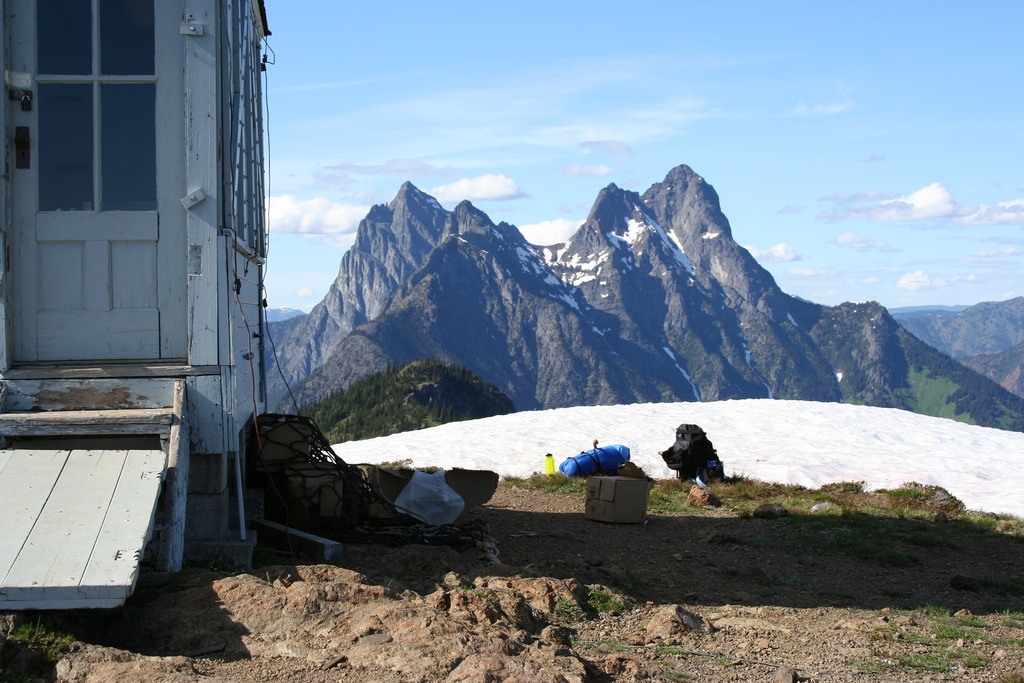
Hozomeen Mountain visto dal Desolation Peak

Questa opera, al pari di molte altre dell'autore americano, è semi autobiografica. Nel romanzo il protagonista, che vive vicende vissute realmente da Jack Kerouac, è chiamato Jack Duluoz. Il libro venne scritto indicativamente ai tempi in cui Sulla strada era in stampa ma venne pubblicato solamente nel 1965. Nell'estate del 1956 Jack Kerouac, o meglio Duluoz, trascorse nove settimane come avvistatore di incendi sulla cima della Desolation Peak. In cima si trova un rifugio, che funge da osservatorio, in cui Kerouac dormiva in un sacco a pelo e scriveva a un tavolo di fronte al Monte Ozomeen che per lui simboleggiava "il Vuoto" buddista. Nell'introduzione del libro l'autore spiega che la prima parte del romanzo è presa quasi fedelmente dal diario che teneva sulla Desolation Peak.
Angeli di desolazione è una sorta di continuazione de I vagabondi del Dharma, il libro in cui Kerouac delinea con maggiore chiarezza i ritratti dei protagonisti della Beat Generation. I vagabondi del Dharma si conclude proprio narrando in breve la sua esperienza sulla Desolation Peak. I personaggi del libro sono tutti reali anche se presentati con degli pseudonimi e molti di questi sono i protagonisti del movimento beat americano. Nel libro l'autore mostra apertamente il tormento in lui sempre presente tra la ricerca della solitudine e l'accettazione del "Nulla" della dottrina buddista da un lato e l'incalzare frenetico della vita dall'altro. Il 1956, anno in cui l'opera è ambientata, è uno dei più ricchi di fermento per i leader della Beat Generation. L'anno successivo, infatti, sarà quello della pubblicazione di Sulla strada, che darà a Kerouac grande notorietà e ricchezza ma che segnerà anche la fine dei suoi liberi vagabondaggi. Questo porterà l'autore verso quel decadimento fisico e morale che descriverà successivamente in Big Sur.

## Nomenclatura dei personaggi
In questa tabella sono riportati i nomi dei personaggi reali citati da Kerouac e di fianco il loro pseudonimo utilizzato. 
| Nome reale                     | Nome fittizio     |
| ------------------------------ | ----------------- |
| Jack Kerouac                   | Jack Duluoz       |
| William S. Burroughs           | Bull Hubbard      |
| Lucien Carr                    | Julien Love       |
| Carolyn Cassady                | Evelyn            |
| Neal Cassady                   | Cody Pomeray      |
| Gregory Corso                  | Raphael Urso      |
| Henri Cru                      | Deni Bleu         |
| Claude Dalenburg               | Paul              |
| Robert Duncan                  | Geoffrey Donald   |
| Bill Garver                    | Old Bull Gaines   |
| Allen Ginsberg                 | Irwin Garden      |
| Louis Ginsberg                 | Harry Garden      |
| Joyce Glassman / Joyce Johnson | Alyce Newman      |
| Randall Jarrell                | Varnum Random     |
| Philip Lamantia                | David D'Angeli    |
| Robert LaVigne                 | Levesque          |
| Helen Weaver                   | Ruth Heaper       |
| Helen Elliott                  | Ruth Erickson     |
| Norman Mailer                  | Harvey Marker     |
| Michael McClure                | Patrick McLear    |
| Locke McCorkle                 | Kevin McLoch      |
| John Montgomery                | Alex Fairbrother  |
| Peter Orlovsky                 | Simon Darlovsky   |
| Julius Orlovsky                | Lazarus Darlovsky |
| Alan Watts                     | Alex Aums         |
| Gary Snyder                    | Jarry Wagner      |
| William Carlos Williams        | Dr. Williams      |

## Riferimenti in altre opere
- La canzone Desolation Row di Bob Dylan è ispirata al libro di Kerouac.
- Nel film Marrakech Express uno dei protagonisti (Cedro) afferma di aver deciso di ritirarsi in solitudine a vivere in montagna dopo aver letto Angeli di desolazione, con l'intenzione di scrivere un libro. Ma, a distanza di dieci anni, non aveva ancora scritto niente.

## Edizioni italiane
- Jack Kerouac, Angeli di desolazione, traduzione di Magda de Cristofaro, prefazione di Fernanda Pivano, introduzione di Seymour Krim, Oscar narrativa n. 616, Arnoldo Mondadori Editore, Milano, 1983, ISBN 88-04-22925-X.